# Johannes Pfeiffer (Schriftsteller)
Johannes Pfeiffer (* 26. Juni 1902 in Guatemala; † 20. Februar 1970 in Hamburg) war ein deutscher Schriftsteller, Literaturwissenschaftler und Philosoph.

## Leben
Er studierte in Heidelberg, München, Freiburg im Breisgau, Leipzig und Göttingen Germanistik, Kunstgeschichte und Philosophie (ab 1925 im Hauptfach); 1931 wurde er in Freiburg zum Dr. phil. promoviert.
1931 heiratete er Margot Schwarz; der Ehe entstammt ein Sohn. 1949 schloss er seine zweite Ehe mit Anneliese Voigt, geb. Schmidt.
Eine lebenslange Freundschaft verband ihn mit dem Schriftsteller Friedo Lampe (1899–1945), dessen Gesamtwerk er – mit Texteingriffen – 1955 posthum bei Rowohlt erstmals herausgab
Er war Mitglied der Bekennenden Kirche.

## Beruf und Werk
Pfeiffer arbeitete 1933 bis 1935 als Lehrer an der Bremer Volkshochschule, wurde aber nach Eingliederung der Volkshochschule in das Volksbildungswerk wegen mangelnder nationalsozialistischer Gesinnung nicht übernommen. Von 1935 bis 1939 war er als Privatgelehrter tätig. Um seine Habilitationsabsichten endlich realisieren zu können, erbrachte er 1937 mit dem Eintritt in die Nationalsozialistische Volkswohlfahrt einen Loyalitätsbeweis. Doch die damit erwartete nationalsozialistische Gesinnung konnte er nicht nachweisen und entschloss sich, den Habilitationsversuch aufzugeben.  Insbesondere nach dem Krieg wurde Pfeiffer durch zahlreiche, auflagenstarke literaturwissenschaftliche und philosophische Werke bekannt.

## Schriften
- Rudolf Alexander Schröders „Ballade“ und „Lobgesang“. Dulk, Hamburg; Storm, Bremen 1938.
- Romane und Erzählungen. Ein Bücherverzeichnis. Hrsg. Hamburger öffentl. Bücherhalten, bearbeitet von Johannes Pfeiffer u. a. Christians, Hamburg 1940.
- Friedrich Rückert: Gedichte. Ausgewählt und eingeleitet von Johannes Pfeiffer. Schröder, Hamburg 1946.
- Friedo Lampe: Ratten und Schwäne. Roman. Nachwort von Johannes Pfeiffer. Rowohlt, Hamburg 1949.
- Existenzphilosophie. Eine Einführung in Heidegger und Jaspers. 3., erw. Auflage. Meiner, Hamburg 1952. Erstauflage 1933 unter Verwendung der Bezeichnung Existentialphilosophie.
- Wege zur Erzählkunst, Wittig, Hamburg 1953.
- Anfechtung und Trost im deutschen Gedicht. 6. Auflage. Schröder, Hamburg 1954.
- (Hrsg.): Friedo Lampe: Gesamtwerk., Hamburg 1955.
- Goethes Faust. Eine Einführung. 4., erw. Auflage. Meiner, Hamburg 1956.
- Weg und Wende. Ein Brevier der Lebenshilfe. Schröder, Hamburg 1957.
- Die dichterische Wirklichkeit. Versuche über Wesen und Wahrheit der Dichtung. Meiner, Hamburg 1962.
- Gegen den Strom, Referate und Rezensionen 1934 – 1959, Verl. Die Spur, Itzehoe 1964
- Was haben wir an einer Erzählung? Betrachtungen und Erl. Wittig, Hamburg 1965.
- Dichten, denken, glauben. Ausgewählte Essays 1936–1966. Siebenstern, Hamburg 1967.
- Umgang mit Dichtung. Eine Einführung in das Verständnis des Dichterischen. 11. Auflage. Meiner, Hamburg 1967.
- Wege zur Dichtung. Eine Einführung in die Kunst des Lesens. 7., unveränd. Auflage. Wittig, Hamburg 1969.
- Sinnwidrigkeit und Solidarität. Beiträge zum Verständnis von Albert Camus.  Verl. „Die Spur“ Herbert Dorbandt, Berlin  1969.
- Der Beweis des Geistes und der Kraft. Über Karl Hilty. Verlag Die Spur, Berlin 1972.